# جامعات وكليات مدينة عمان
تحوي العاصمة الأردنية على ثماني جامعات، كلها معترف بها على المستوى الإقليمي والعربي. وتتباين هذه الجامعات من حيث المستوى العام، يشار إلى ان في عمان جامعتان حكوميتان والباقي يتبع القطاع التعليمي الخاص.

## جامعات
بالنسبة للتعليم العالي (الجامعي)، تضم عمان عدداً كبيراً من الجامعات قياساً لعدد السكان في المدينة سواء على المستوى الخاص أو الحكومي.

## كليات ومعاهد
بالإضافة إلى ذلك توجد العديد من الكليات الخاصة والمعاهد التي تمنح شهادات الدبلوم في معظم التخصصات:
| كلية القدس                        | الأكاديمية العربية للعلوم المالية والمصرفية | معهد SEA للإعلام       |                               |  |
| كلية طلال أبوغزاله لإدارة الأعمال | كلية المجتمع العربي                         | كلية القادسية          | أكاديمة الملكة نور للطيران    |  |
| الكلية العربية                    | كلية الملكة علياء                           | المركز الجغرافي الملكي | أكاديمية الأردن للطيران       |  |
| الكلية الجامعية المتوسطة          | كلية الأردن الجامعية للتعليم الفندقي        | كلية الأندلس           | كلية الخوارزمي                |  |
| أكاديمية الطيران الملكية الأردنية | كلية الفقهاء                                | كلية العلوم التربوية   | أكاديمية الشرق الأوسط للطيران |  |